# 安沛機場
安沛军用机场，是越南的一座军用机场，位于安沛省镇安县，距安沛市中心4公里。设有一条长2200米的跑道。坐标为21°44′19.87″N 104°50′55.51″E / 21.7388528°N 104.8487528°E

## 历史
1965年1月，越南政府要求中国在安沛援建一个空军机场。
1965年5月，中国工程部队第三支队进抵安沛开始新建该机场。11月22日大规模的作业施工。场区有50多条山沟、59座山包。美军飞机不时轰炸。援越抗美的中国高射炮兵第6O7团和625团一营担负掩护安沛站和机场工地的防空作战任务。 
机场建成后，于1967年底进驻越南人民军防空空军的战斗机第925战斗团，装备歼五战斗机。在1972年的抗击美军后卫战役中，驻安沛机场的第925团发挥了重要作用。

## 运营
安沛机场为军用机场，具备条件时经国家政府批准可结合经济发展与国防需要使用。法越战争中，安沛省境内亦有义路机场、南卡机场、东桄机场等其他机场参与战争。

## 潜能
2010年4月3日，越南国家主席阮明哲在安沛省视察时，建议安沛省要主动挖掘潜能和有利条件实现高速发展。希望交通运输部与国防规划部进行讨论，扩大安沛省的机场建设以服务经济发展。

## 事故
2009年11月12日，随着一声巨响，一架MiG-21军用飞机在安沛市居民区附近的山腰坠毁，造成2名飞行员死亡。在事故现场，飞机机身已烧焦，头部插入省道379线附近的峡谷，尾部全部破碎。